# Кулагин, Георгий Андреевич
Георгий Андреевич Кулагин — советский хозяйственный, государственный и политический деятель.

## Биография
Родился в 1912 году в Одессе. Член КПСС с 1932 года.
С 1929 года — на хозяйственной, общественной и политической работе. В 1929—1946 гг. — рабочий, участник Кузнецкстроя, матрос Рабоче-Крестьянского Красного Флота, на инженерных и руководящих должностях в промышленности Ленинграда, житель блокадного Ленинграда. Главный механик завода (1941—1942)№ 371 им. Сталина (ЛМЗ), генеральный директор Ленинградского станкостроительного объединения им. Свердлова, старший научный сотрудник Ленинградского финансово-экономического института имени Вознесенского.
Делегат XXIV съезда КПСС.
Умер в Ленинграде в 1985 году.

## Сочинения
- Кулагин, Георгий Андреевич. Дневник и память [Текст] : О пережитом в годы блокады. — Ленинград : Лениздат, 1978. — 317 с. : ил.; 20 см.
- Кулагин, Георгий Андреевич. Директорские будни / Г. А. Кулагин. — М. : Политиздат, 1984. — 224 с.; 16 см.
- Кулагин, Георгий Андреевич. Трудовые ресурсы и вопросы воспитания [Текст]. — Москва : Политиздат, 1974. — 95 с.; 16 см.
- Кулагин Георгий Андреевич. Не только на энтузиазме : [О совершенствовании орг. соревнования. Беседа с дир. Ленингр. станкостроит. об-ния им. Свердлова Г. А. Кулагиным / Записал Л. Жмырев] . — Правда, 1979, 2 янв.

Публикации в периодике:
- Кулагин Г. А. Блокадный дневник // Наш Современник. 1977. № 3, 4, 5.
- Кулагин Г. А. Металла тверже // Нева. — 1973. — № 1. — С. 21-41.